# Yeon-ae-ui ondo
Yeon-ae-ui ondo (연애의 온도?, 戀愛의 溫度?, Yŏn-ae-ŭi ondoMR; lett. "Termometro di una relazione"), noto anche con il titolo internazionale in lingua inglese Very Ordinary Couple (lett. "Una coppia davvero comune"), è un film del 2013 scritto e diretto da Roh Deok.

## Trama
Lee Dong-hee e Jang Young, dopo essersi lasciati, si ritrovano a lavorare nella stessa banca; i due decidono così di dare una seconda occasione al loro rapporto, salvo trovarsi nuovamente alla situazione di partenza per i medesimi problemi che li avevano già fatti allontanare la prima volta. I due decidono comunque di rimanere amici, e di riprovarci per la terza volta.

## Distribuzione
In Corea del Sud, la pellicola è stata distribuita da Lotte Entertainment a partire dal 21 marzo 2013.